# Alexandre Sperafico
Alexandre „Alex“ Sperafico (* 21. Januar 1974 in Toledo) ist ein ehemaliger brasilianischer Automobilrennfahrer. Er ist der älteste der vier rennfahrenden Speraficos.

## Karriere
Sperafico begann seine Motorsportkarriere 1998 in der südamerikanischen Formel-3-Meisterschaft. Er wurde Dritter in der B-Klasse und 13. in der Gesamtwertung. 1999 startete er nur bei einigen Rennen der südamerikanischen Formel 3 und belegte den 20. Gesamtrang. Außerdem nahm er an einer halben Saison der Barber Dodge Pro Series teil. In den folgenden zwei Jahren startete er jeweils bei zwei Rennen der südamerikanischen Formel-3-Meisterschaft und in der Barber Dodge Pro Series, die er 2000 auf dem neunten und 2001 auf dem 13. Gesamtrang beendete.
2002 wechselte er in die europäisch geprägte internationale Formel-3000-Meisterschaft zum von Coloni Motorsport betreuten Team European Minardi F3000. Alexandre Sperafico traf in der Serie auf seine Cousins Rodrigo und Ricardo Sperafico. Alexandre war der erfolgloseste der drei Speraficos und wurde nach neun Rennen durch Justin Keen ersetzt. Am Ende der Saison belegte er ohne Punkte erzielt zu haben den 22. Gesamtrang.
2003 kehrte er nach Amerika zurück und startete bei einem Rennen der Barber Dodge Pro Series. Außerdem gab er für Dale Coyne Racing sein Debüt bei den Champ Cars. Sperafico startete bei zwei Rennen in der Saison 2003 und beendete die Saison auf dem 26. Platz in der Meisterschaft. 2004 erhielt er bei Conquest Racing ein Cockpit. Er konnte mit seinem Teamkollegen Justin Wilson nicht mithalten und wurde nach acht Rennen durch Nelson Philippe ersetzt. Am Ende der Saison belegte er den 19. Platz. 2005 trat er nur zu zwei Champ-Car-Rennen für CTE Racing-HVM an. Er ersetzte Ronnie Bremer und wurde schließlich selbst durch Rodolfo Lavín abgelöst. Mit einem achten Platz erzielte er in dieser Saison sein bestes Champ-Car-Resultat und wurde 20. im Gesamtklassement.
2006 nahm er für Brooks Associates Racing an neun Rennen der Atlantic Championship teil. Er konnte in der Serie nicht überzeugen und wurde 22. in der Gesamtwertung.
Nach der Saison 2006 beendete Alexandre Sperafico seine Karriere als Rennfahrer.

## Statistik

### Karrierestationen
- 1998: Südamerikanische Formel-3-Meisterschaft (Platz 13)
- 1999: Südamerikanische Formel-3-Meisterschaft (Platz 20); Barber Dodge Pro Series
- 2000: Barber Dodge Pro Series (Platz 9); südamerikanische Formel-3-Meisterschaft
- 2001: Barber Dodge Pro Series (Platz 13); südamerikanische Formel-3-Meisterschaft
- 2002: Internationale Formel-3000-Meisterschaft (Platz 22)
- 2003: Champ Car (Platz 26)
- 2004: Champ Car (Platz 19)
- 2005: Champ Car (Platz 20)
- 2006: Atlantic Championship (Platz 22)